# Mudsina järv
Mudsina järv är en sjö i södra Estland. Den ligger i Kanepi kommun i landskapet Põlvamaa, 200 km sydost om huvudstaden Tallinn. Mudsina järv ligger 116 meter över havet. Arean är 0,135 kvadratkilometer. I omgivningarna runt Mutsina järv växer i huvudsak blandskog.
Såväl tillflöde som utflöde utgörs av vattendraget Kokõ oja, biflöde till Võhandu jõgi som är Estlands längsta flod och mynnar i Peipus. Ytterligare tillflöde är Tirgutaja kraav som avvattnar den närliggande sjön Palojärv.  

### Fotnoter
1. ↑  Mutsina järv hos Geonames.org (cc-by); post uppdaterad 1995-04-02; databasdump nerladdad 2015-09-05
2. ↑  ”NASA Earth Observations: Land Cover Classification”. NASA/MODIS. Arkiverad från originalet den 28 februari 2016. https://web.archive.org/web/20160228161657/http://neo.sci.gsfc.nasa.gov/view.php?datasetId=MCD12C1_T1. Läst 30 januari 2016.